# Шатилов, Павел Николаевич (1881)
Па́вел Никола́евич Шати́лов (13 ноября 1881, Тифлис, Российская империя — 5 мая 1962, Аньер-сюр-Сен, Франция) — полковник Генерального штаба Российской императорской армии, герой Первой мировой войны. Участник Белого движения, генерал от кавалерии (1920). Эмигрант, мемуарист.

## Биография
Происходил из дворянской семьи, его дед и отец были генералами. Отец — генерал от инфантерии Николай Павлович Шатилов (1849—1919). Родился 13 ноября 1881 года в Тифлисе.
Получил образование в 1-м Московском кадетском корпусе, окончил Пажеский корпус первым в выпуске (1900). Служил в лейб-гвардии Казачьем полку в чине хорунжего; побеждал в состязаниях по фехтованию, стрельбе из винтовки, из револьвера и на скачках. В 1903 году поступил в Николаевскую академию Генерального штаба, которую окончил только в 1908 году.

### Офицер кавалерии и Генштаба
С началом русско-японской войны был переведён по собственному желанию в действующую армию — в 4-й Сибирский казачий полк. С 1904 года — сотник. Участник боёв в Маньчжурии; служил в отдельном дивизионе разведчиков подполковника Дроздовского, состоявшем при командующем Маньчжурской армией генерал-адъютанте А. Н. Куропаткине. Был ранен 1 июля 1904 года в правую ногу, за боевые отличия награждён шестью орденами: Св. Анны 4-й степени (1904); Св. Станислава 3-й степени с мечами и бантом (1904); Св. Анны 3-й степени с мечами и бантом (1904); Св. Владимира 4-й степени с мечами и бантом (1905); Св. Станислава 2-й степени с мечами (1905); Святой Анны 2-й степени с мечами (1905); произведён в подъесаулы.
После заключения Портсмутского мира П. Н. Шатилов вернулся в академию, окончил по первому разряду два основных класса (1907) и дополнительный класс (1908), произведён в капитаны и затем шесть лет служил на Кавказе. В 1908—1910 гг. командовал сотней в 1-м Хопёрском полку. В 1910—1914 годах был помощником старшего адъютанта (в разведывательном отделе) штаба Кавказского военного округа.
С 1914 года — и. о. помощника делопроизводителя Главного управления Генерального штаба.

### Участие в Первой мировой войне
Во время Первой мировой войны — подполковник, был начальником штаба 7-й кавалерийской дивизии. В январе 1915 был назначен помощником начальника отдела управления генерал-квартирмейстера штаба Юго-Западного фронта. Награждён Георгиевским оружием. Занимал должность штаб-офицера для поручений штаба 17-го армейского корпуса. Награждён орденом Святого Георгия 4-й степени (1915)

за то, что во время исполнения им должности начальника штаба 8-й кавалерийской дивизии, когда на слабую знаменную сотню (около 30-ти казаков) и штаб дивизии, находившихся в д. Моровина была направлена с тыла атака 2-х германских эскадронов, подполковник Шатилов, во главе собранной им конной части, неустрашимым и смелым ударом холодного оружия, а также последующими действиями, вполне отвечавшими выгодно сложившейся обстановке, выручил сотню и штаб дивизии от чрезвычайно тяжелого положения и даже уничтожения.

С декабря 1915 г. — полковник. Сыграл большую роль в деле разведки для Кавказского фронта. С августа 1916 г. — начальник штаба 2-й Кавказской кавалерийской дивизии. С декабря 1916 г. — командир Черноморского казачьего полка во 2-й Кавказской казачьей дивизии. С 1917 г. — генерал-майор. С сентября 1917 г. — и. д. генерал-квартирмейстера штаба Кавказского фронта. В сентябре — декабре 1917 г. находился в заключении в тифлисской тюрьме за поддержку августовского выступления генерала Л. Г. Корнилова. Награждён орденом Святого Георгия 3-й степени приказом по Кавказскому фронту от 27 марта 1918 г. за отличия в делах против неприятеля, оказанные будучи в чине полковника командиром 1-го Черноморского казачьего полка.

### Участие в Белом движении

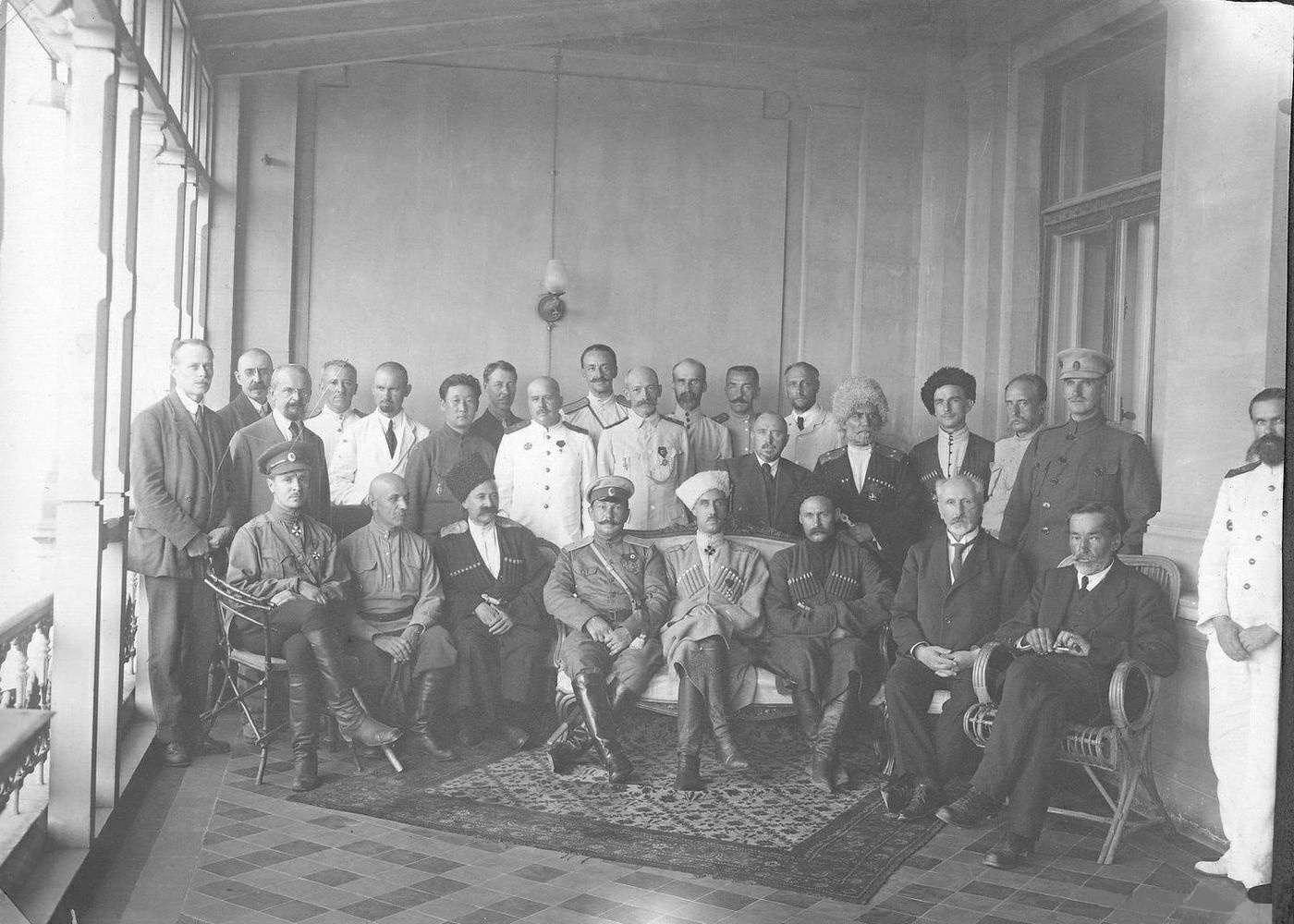
Правительство Юга России. Крым, Севастополь, 1920.
Сидят (слева направо): 1 — начальник штаба генерал-майор П. Н. Шатилов; 2 — Астраханский атаман Н. В. Ляхов; 3 — Терский атаман генерал-лейтенант Г. А. Вдовенко; 4 — Донской атаман генерал-лейтенант А. П. Богаевский; 5 — Главнокомандующий Русской армией генерал П. Н. Врангель; 6 — заместитель Кубанского атамана инженер В. Н. Иванис; 7 — помощник Главнокомандующего, глава Правительства А. В. Кривошеин; 8 — и. об. Председателя Донского правительства М. В. Корженевский.
Стоят (слева направо): 1 — вр. и. д. управляющего делами совета при Главнокомандующем А. Г. Сергеенко-Богокутский; 2 — начальник политической канцелярии Управления иностранных сношений Б. А. Татищев; 3 — вp. и. д. начальника Управления иностранных сношений князь Г. Н. Трубецкой; 6 — председатель Астраханского правительства Санджи-Баянов; 8 — заместитель начальника Морского управления контр-адмирал C. B. Евдокимов; 9 — вp. и. д. начальника Военного управления генерал-майор В. П. Никольский; 10 — и. д. начальника Управления финансов Б. В. Матусевич; 11 — начальник Управления юстиции сенатор Н. Н. Таганцев; 12 — и. д. начальника Гражданского управления С. Д. Тверской; 13 — начальник управления торговли и промышленности B. C. Налбандов; 14 — государственный контролёр Н. В. Савич; 15 — заместитель председателя Кубанского правительства генерал-майор И. А. Захаров; 16 — председатель Терского правительства Букановский; 17 — начальник Управления земледелия и землеустройства сенатор Г. В. Глинка; 18 — начальник Управления снабжений генерал-лейтенант П. Э. Вильчевский.

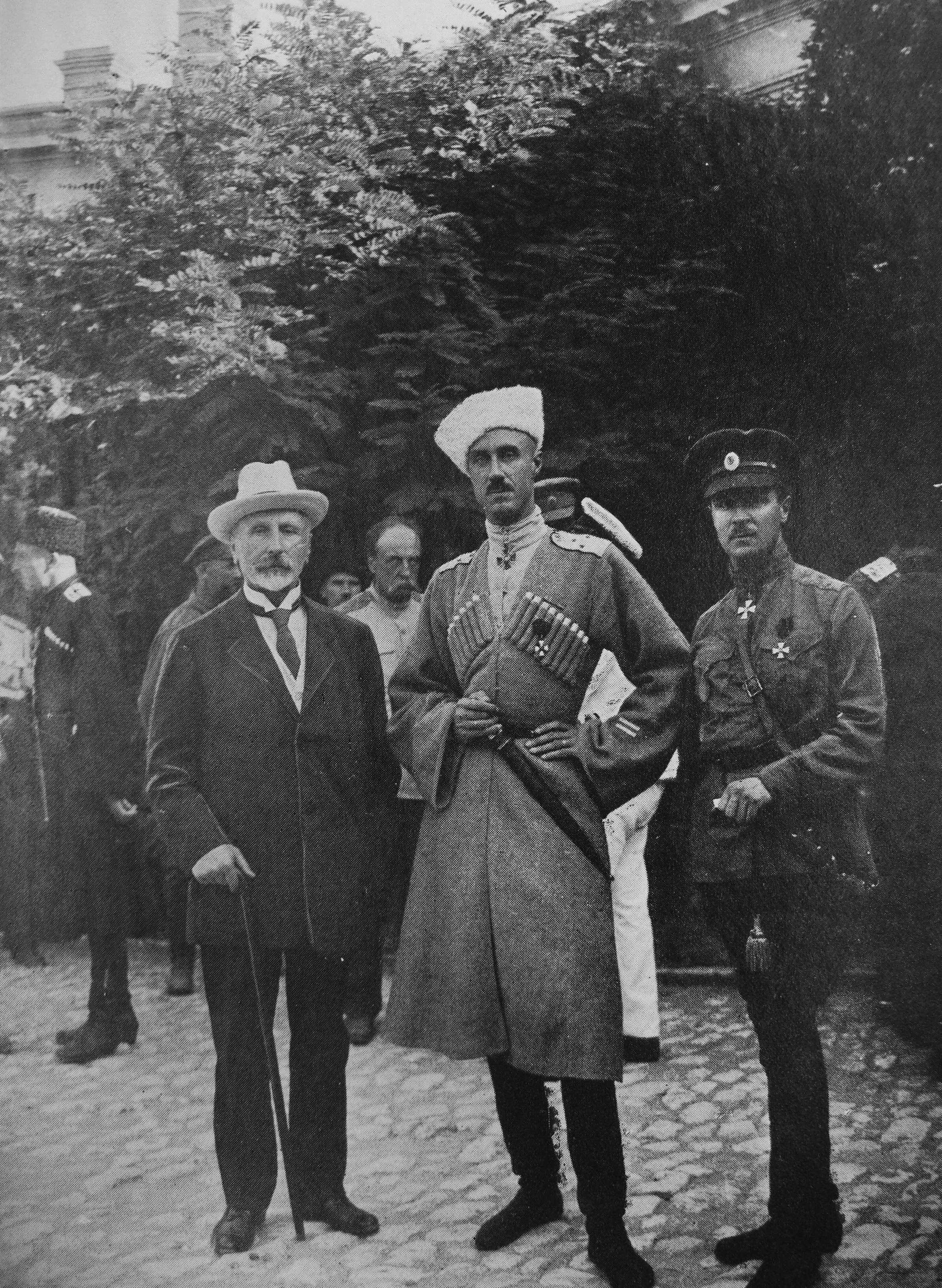
А. В. Кривошеин, П. Н. Врангель и П. Н. Шатилов. Крым. 1920 г.

В конце 1918 г. вступил в Добровольческую армию, был в резерве чинов при штабе ГК ВСЮР. С 10 января 1919 начальник 1-й конной дивизии в конном корпусе генерала Врангеля. Уже 7 января 1919 г. войска под его командованием взяли город Георгиевск, затем ими была разгромлена минералводская группа Красной армии и заняты Терская область и Дагестан.
В феврале 1919 года выбыл из строя из-за ранения. В начале марта 1919 года Шатилов потребовал от чеченцев выдать всех красноармейцев, укрывающихся в чеченских сёлах. Эти требования встретили решительный отказ со стороны чеченцев. Тогда белые решили принудить горцев к выполнению своих требований силой. Они предприняли карательный рейд в село Гойты, что привело к Гойтинскому сражению, которое окончилось победой чеченцев.
Весной 1919 года генерал Шатилов отличился во время операции в районе реки Маныч, завершившейся разгромом 30-тысячной красной группировки. Шатилов со своей дивизией переправился через Маныч и нанёс решительный удар под Великокняжеской. За эти бои был произведён в мае 1919 года в генерал-лейтенанты и назначен командиром 4-го конного корпуса.
До 22 мая 1919 г. — начальник штаба Добровольческой армии.
С июля 1919 г. — начальник штаба Кавказской армии (командующий — генерал Врангель).
В декабре 1919 г. — январе 1920 г. — начальник штаба Добровольческой армии в период командования ею генералом Врангелем.
В начале 1920 г., после конфликта Врангеля с А. И. Деникиным, Врангель и Шатилов были отчислены в распоряжение главнокомандующего, а 8 февраля 1920 г. отчислены от службы и выехали в Константинополь.

#### В Русской армии генерала Врангеля
После назначения в марте 1920 г. генерала Врангеля главнокомандующим В. С. Ю. Р., Шатилов был назначен (24 марта) его помощником, а 21 июня 1920 г. стал начальником штаба Русской армии. Врангель высоко оценивал своего начальника штаба: блестящего ума, выдающихся способностей, обладая большим военным опытом и знаниями, он при огромной работоспособности умел работать с минимальной затратой времени. 
Часто вел заседания Совета при главкоме ВСЮР П. Н. Врангеле (с августа Правительства Юга России).
Осенью 1920 г. Шатилов руководил успешной эвакуацией Русской Армии из Крыма, за что был произведён Врангелем в генералы от кавалерии (ноябрь 1920).

### Эмигрант
До 1922 года официально занимал пост начальника штаба Русской армии. В 1922—1924 гг. находился в распоряжении главнокомандующего генерала Врангеля. В 1924 г., после создания Русского Обще-Воинского союза, был начальником его первого отдела (Франция), занимал этот пост до 1934 г. В 1934 году даёт интервью советскому журналисту Михаилу Кольцову, проникнувшему в штаб РОВС под видом французского корреспондента. Впоследствии в газете «Правда» вышла его статья «В норе у зверя» содержащая довольно комплиментарные высказывания относительно личных качеств генерала. Руководил военно-учебными курсами подготовки молодежи. После похищения генерала Е. К. Миллера в 1937 г. отошёл от политической деятельности. Во время оккупации Франции немцами был арестован, под арестом и следствием пробыл десять месяцев. После окончания Второй мировой войны был почётным членом РОВС.
Некоторые эмигрантские деятели обвиняли Шатилова в тайном сотрудничестве с советскими спецслужбами — эта версия, в частности, содержится в книге журналиста Бориса Прянишникова «Незримая паутина», который выдвигает аналогичные обвинения и в отношении ряда других бывших офицеров Белой армии. В послесловии к книге Прянишникова российский историк Виктор Бортневский отмечал, что

прямые персональные обвинения в работе на советскую разведку генералов Ф. Ф. Абрамова и П. Н. Шатилова, офицеров Фосса, Закржевского и других не выглядят, на мой взгляд, достоверными, основанными на беспристрастном анализе фактического материала. Очевидно, что сознательная работа на какую-либо разведку и недостаточная бдительность, недооценка противника, служебная халатность, излишняя доверчивость к подчинённым — всё-таки не одно и то же.

Умер 5 мая 1962 года. Похоронен на русском кладбище Сент-Женевьев-де-Буа.
Оставил обширные воспоминания, переданные им в Колумбийский университет (США) без права публикации в течение 50 лет после его смерти (то есть, до 2012 года). Опубликованы в 2-х томах в сентябре 2017 года. Презентация двухтомника состоялась в Доме русского зарубежья в Москве 9 октября 2017 года и в Музее Суворова в Санкт-Петербурге 11 октября 2017 года.